# لوکاس مینیرو
لوکاس مینیرو (انگلیسی: Lucas Mineiro؛ زادهٔ ۲۴ فوریهٔ ۱۹۹۶) بازیکن فوتبال اهل برزیل است.
از باشگاه‌هایی که در آن بازی کرده‌است می‌توان به باشگاه فوتبال شاپه‌کوئنزه اشاره کرد.